# Casanova Lerrone
Casanova Lerrone (Casanöva en  langue ligurienne) est une commune italienne de la province de Savone, dans la région Ligurie.

## Administration
| Période                                  | Période | Identité | Étiquette | Qualité |
| ---------------------------------------- | ------- | -------- | --------- | ------- |
| Les données manquantes sont à compléter. |         |          |           |         |
|                                          |         |          |           |         |

### Communes limitrophes
Borghetto d'Arroscia, Cesio, Garlenda, Onzo, Ortovero, Ranzo, Stellanello, Testico, Vessalico, Villanova d'Albenga.